# آمبوی جنوبی (نیوجرسی)
آمبوی جنوبی (به انگلیسی: South Amboy) شهری در ایالت نیوجرسی کشور ایالات متحده آمریکا است که جمعیت آن در سرشماری سال ۲۰۱۰ میلادی، ۸٬۶۳۱ نفر بوده‌است.